# 32387 D'Egidio
32387 D'Egidio este o planetă minoră (asteroid), cu un diametru de 7,063 km, din centura de asteroizi. A fost descoperită pe 29 august 2000 la Experimental Test Site⁠(d) de Lincoln Near-Earth Asteroid Research. 
Obiectul prezintă o orbită caracterizată de o semiaxă mare de 3,1806179 UAi, o excentricitate de 0,13, o înclinație de 5,93142 ° în raport cu ecliptica.